# Affiene ruimte

Lijnstukken in een tweedimensionale affiene ruimte.

In de meetkunde, een deelgebied van de wiskunde, is een affiene ruimte een meetkundige structuur, die de affiene eigenschappen van de euclidische ruimte veralgemeent. Informeel kan men zich een affiene ruimte voorstellen als een vectorruimte, maar dan zonder een punt dat als oorsprong fungeert. In een affiene ruimte kan men punten van elkaar aftrekken om zo vectoren te krijgen, of kan men een vector optellen bij een punt om zo een ander punt te verkrijgen, maar men kan punten niet bij elkaar optellen.

## Definitie
Een affiene ruimte is een drietal {\displaystyle (A,V,{\overrightarrow {}})}, waarin
{\displaystyle A} een niet-lege verzameling is, waarvan de elementen punten genoemd worden, {\displaystyle V} een vectorruimte over een lichaam/veld {\displaystyle K} is en {\displaystyle {\overrightarrow {}}} een afbeelding, pijlafbeelding, {\displaystyle A\times A\to V} is die aan het puntenpaar {\displaystyle (P,Q)} hun verbindingsvector {\displaystyle {\overrightarrow {PQ}}\in V} toevoegt, waarvoor geldt;
- voor elk drietal punten {\displaystyle P,Q,R\in A} is {\displaystyle {\overrightarrow {PQ}}+{\overrightarrow {QR}}={\overrightarrow {PR}}} (driehoeksregel of betrekking van Chasles)
- voor elk punt {\displaystyle P\in A} en elke vector {\displaystyle v\in V} is er een eenduidig bepaald punt {\displaystyle Q\in A}, zodanig dat {\displaystyle {\overrightarrow {PQ}}=v}.[1]

Men spreekt eenvoudig over de affiene ruimte {\displaystyle A} zonder meer, als uit de context duidelijk is wat de vectorruimte {\displaystyle V} en de pijlafbeelding zijn.
De dimensie van een affiene ruimte is dezelfde als de dimensie van de bijbehorende vectorruimte.

### Voorbeeld
Laat {\displaystyle A} een gewoon vlak zijn. Door de keuze van een assenstelsel wordt {\displaystyle A} tot een euclidische ruimte {\displaystyle V}. De pijlafbeelding is bepaald door {\displaystyle {\overrightarrow {PQ}}=Q-P}. Inderdaad is:
- {\displaystyle {\overrightarrow {PQ}}+{\overrightarrow {QR}}=Q-P+R-Q=R-P={\overrightarrow {PR}}}
- voor {\displaystyle P\in A} en {\displaystyle v\in V} is {\displaystyle Q=P+v\in A},en er geldt

{\displaystyle {\overrightarrow {PQ}}=Q-P=P+v-P=v}
als {\displaystyle {\overrightarrow {PQ'}}=v}, dan is {\displaystyle Q'-P=v=Q-P}, dus {\displaystyle Q'=Q}

## Elementaire eigenschappen
Zij {\displaystyle (A,V,{\overrightarrow {}})} een affiene ruimte. Voor punten {\displaystyle P,Q,R,S\in A} geldt:
{\displaystyle {\overrightarrow {PQ}}=0\Longleftrightarrow P=Q}
{\displaystyle {\overrightarrow {PQ}}=-{\overrightarrow {QP}}}
{\displaystyle {\overrightarrow {PQ}}={\overrightarrow {RS}}\Longleftrightarrow {\overrightarrow {PR}}={\overrightarrow {QS}}} (parallellogramregel)
Voor {\displaystyle P_{1},\ldots ,P_{n}\in A} geldt:
{\displaystyle {\overrightarrow {P_{1}P_{n}}}=\sum _{i=1}^{n-1}\ {\overrightarrow {P_{i}P_{i+1}}}} (gegeneraliseerde betrekking van Chasles)

## Affiene deelruimten
Als {\displaystyle S} een punt is in de affiene ruimte {\displaystyle (A,V,{\overrightarrow {}})} en {\displaystyle U} een deelruimte van {\displaystyle V}, dan is de deelverzameling van {\displaystyle A}:
{\displaystyle B=S+U=\{S+u\mid u\in U\}}
met de beperking van de pijlafbeelding tot {\displaystyle B\times B} een affiene ruimte over {\displaystyle U} die affiene deelruimte van {\displaystyle (A,V,{\overrightarrow {}})} genoemd wordt. Er geldt immers voor punten {\displaystyle Q,R,S\in B}:
{\displaystyle P=S+p,\ Q=S+q,\ R=S+r}, met {\displaystyle p,q,r\in U},
dus
{\displaystyle {\overrightarrow {PQ}}=Q-P=S+q-(S+p)=q-p\in U}
en voor {\displaystyle u\in U} en {\displaystyle Q=S+p+u\in B} is
{\displaystyle P+u=S+p+u=Q}

Affiene ruimte, projectieve ruimte, vectorruimte

Een affiene deelruimte van een vectorruimte {\displaystyle V} (ook wel een lineaire variëteit genoemd) is een onder affiene combinaties van vectoren in deze ruimte gesloten deelverzameling.
Bij een gegeven familie {\displaystyle \{v_{i}\}_{i}} van vectoren in {\displaystyle V} is bijvoorbeeld de verzameling
{\displaystyle A={\Bigl \{}\sum _{i=1}^{N}\alpha _{i}v_{i}{\Big |}\sum _{i=1}^{N}\alpha _{i}=1{\Bigr \}}}
die bestaat uit de affiene combinaties van eindige aantallen vectoren uit de familie,
een affiene deelruimteruimte, die het affiene opspansel van de familie {\displaystyle \{v_{i}\}_{i}} genoemd wordt. Om in te zien dat dit inderdaad een affiene ruimte is, kan bewezen worden dat deze verzameling een transitieve actie van de lineaire deelruimte {\displaystyle W} van {\displaystyle V} draagt:
{\displaystyle W={\Bigl \{}\sum _{i=1}^{N}\beta _{i}v_{i}{\Big |}\sum _{i=1}^{N}\beta _{i}=0{\Bigr \}}.}
Deze affiene deelruimte kan op equivalente wijze worden omschreven als de nevenklasse van de {\displaystyle W}-actie
{\displaystyle S=p+W,}
waarin {\displaystyle p} een element van {\displaystyle A} is, of op equivalente wijze als een niveauverzameling van de quotiënttopologie {\displaystyle V\to V/W}. Een keuze uit {\displaystyle p} geeft een basispunt van {\displaystyle A} en een identificatie van {\displaystyle W} met {\displaystyle A}, maar er is geen logische keuze, noch een natuurlijke identificatie van {\displaystyle W} met {\displaystyle A}.
Een lineaire transformatie is een functie die alle lineaire combinaties bewaart; een affiene transformatie is een functie die alle affiene combinaties bewaart. Een lineaire deelruimte is een affiene deelruimte met daarin een oorsprong, oftewel, op gelijkwaardige wijze een deelruimte, die onder lineaire combinaties is gesloten.
Bijvoorbeeld in de {\displaystyle \mathbb {R} ^{3}} zijn de oorsprong, de lijnen en vlakken door de oorsprong en ook de gehele ruimte met oorsprong zelf lineaire deelruimten, terwijl punten, lijnen en vlakken in het algemeen, alsmede de gehele ruimte affiene deelruimten zijn.